# 幻想曲 作品79 (フォーレ)
幻想曲（フランス語: Fantaisie）作品79 は、ガブリエル・フォーレが1898年に作曲したフルートとピアノのための楽曲。

## 概要
本作はポール・タファネルの委嘱により1898年に作曲され、タファネルへと献呈された。「Concours de flute」というパリ音楽院で開催するフルートの試験に用いるためである。1893年にフルートの講座を引き継いだタファネルは、毎年の試験のために新作の委嘱を行うことを常としており、時を経るに従って音楽院の要求事項を試すのに適した技術課題を盛り込んだ楽曲を蓄積していっていた。1895年に作曲を請け負ったヨアキム・アナスンは次のような指示を受け取っている。「楽曲は短く、最長でも5、6分としてください。アンダンテの後にアレグロを持ってくるか、単一楽章にするか、曲の形式は貴方の好きにしていただいて構いません。ですが、フレージング、表現、音色のコントロール、技巧の観点で受験者を測る課題を含む必要があります。伴奏はピアノとしてください。」
フォーレはこの指示に厳格に従っており、フルートのパートを書くにあたってはタファネルの助力を得ている。彼は1898年6月付けの書簡で礼を述べている。「すぐにお礼をお伝えできませんでしたことをお許しください、ここでは忙しいままでして。貴方の改訂が完璧なのでお望みの通りに多数の変更を行ってくださるようお願いしたわけですし、ご心配は全くありません。大変に感謝致すことになるでしょう。」自筆譜が散逸しているため、タファネルがどれほどの変更を加えたかは明らかになっていない。
本作と、さらに短い『Morceau de lecture』（講義の小品）と題された初見用課題が1898年7月28日の試験で奏されたのが初演である。8人が受験しており、全員がタファネルの生徒であった。1等賞を獲得したのはガストン・ブランカールであった。
以降、本作はフルートのレパートリーとして確固たる地位を築いてきた。1957年にはルイ・オベールによる管弦楽編曲版が制作されている。

## 楽曲構成
曲はフェルマータで区切られた2つの部分で構成される。
Andantino （付点四分音符 = 50） 6/8拍子 ホ短調
導入部となる18小節は、同時期に書かれた付随音楽『ペレアスとメリザンド』作品80 にも用いられている。フルートパートの息の長いフレーズでは巧みな呼吸の制御が求められる。
Allegro （四分音符 = 144） 2/4拍子 ハ長調
急速な第2部では機敏さ、音程の正確さが要求され、終盤では音域全体にわたる均一な音色が必要となる。
フォーレは演奏時間を4分半と指定している。